# Gazoryctra
Gazoryctra — род чешуекрылых насекомых из семейства тонкопрядов.

## Описание
Передние крылья с металлически блестящими полосами или пятнами. Тегумен с двумя мембранозными округлыми выростами на вершине. Вальвеллы с мелким зубцом или остроконечными выростами по наружному краю

## Систематика
В составе рода:
- Gazoryctra chishimana (Matsumura, 1931)
- Gazoryctra ganna (Hübner, 1804)
- Gazoryctra hyperboreus Möschler, 1862
- Gazoryctra novigannus Barnes and Benjamin, 1925
- Gazoryctra uralensis (Grum-Grshimailo, 1899) (=fuscoargenteus O.Bang-Haas, 1927)